# 新加坡童軍總會
新加坡童軍總會（英語：Singapore Scout Association, SSA）為新加坡最早的青少年組織之一。新加坡的童軍運動鼓勵青少年發展整體身心靈、情感與社會發展，並特別強調童軍諾言與童軍規律中「為神盡本分」、「為國家盡本分」與「扶助他人」。

## 現況
2010年，新加坡在4個主流童軍階段共有10,292名童軍成員。每個階段都必須符合特定的年齡，規劃各階段的重點目標。幼童軍階段為7─12歲（小學階段），童軍階段則為12─16歲（中學階段）；冒險童軍與羅浮童軍的年齡則分別為15─18歲與17─25歲。除了主流童軍階段外，還設有海童軍，下設海童軍、冒險海童軍與羅浮海童軍，並針對身心障礙的童軍成員成立了自強童軍。
之前，新加坡擁有空童軍但遭到廢除。2011年，空童軍重新開辦，並改名為「黑騎士空童軍」（Black Knight Air Scouts），於2012年3月24日舉辦儀式歡迎最新一批羅浮空童軍成員。2012年7月5─8日，20位來自工藝教育中區學院（ITE College Central）的黑騎士空童軍成員於泰國曼谷參與了2012年海外訓練計畫，在泰國皇家空軍指導下完成了空降訓練。

## 使命
新加坡童軍運動的使命，是基於童軍諾言與規律，對青少年族群的教育產生貢獻，讓青少年在自我滿足的氣氛下，建立更美好的世界，並能對社會有所貢獻。

## 童軍諾言
-{On my honour,

I promise that I will do my best

to do my duty to God and

the Republic of Singapore,

to help other people and

to keep the Scout Law.}-
憑我的榮譽，我承諾我願盡力，

為神與新加坡共和國盡本分，

扶助他人與遵守童軍規律。

## 申辦第23次世界童軍大露營
新加坡童軍總會曾於2008年申辦第23次世界童軍大露營，並選定實龍崗島作為預定的主營地。然而，在2008年世界童軍委員會會議當中，決定將主辦權授與日本童軍總會。

## 外部連結
- 官方網站
- 新加坡童軍總會海童軍官方網站 （页面存档备份，存于）